# Gramática del ido
El ido es una lengua artificial que fue presentada por primera vez en 1907, como propuesta de reforma del esperanto, lengua de la cual deriva.
Su principal objetivo era convertirse en una lengua global y para ello se diseñó para que su aprendizaje fuera muy sencillo.
Todas las palabras en ido se forman a partir de una palabra raíz, a la que se le añaden sufijos y afijos. Estos determinan su género, número, función, etc. Como en el esperanto, el ido es gramaticalmente invariable.

## Terminaciones gramaticales
En esta tabla se muestran algunas de las terminaciones (sufijos) que determinan la función gramatical de la palabra:
| Forma gramatical    | Ido        | Esperanto    | Español                     |
| ------------------- | ---------- | ------------ | --------------------------- |
| Nombre singular     | -o (libro) | -o libro     | -o -a -e... (libro)         |
| Nombre plural       | -i (libri) | -oj (libroj) | -os -as -es... (libros)     |
| Adjetivo            | -a (varma) | -a (varma)   | -o -a -e... (caliente)      |
| Adverbio            | -e (varme) | -e (varme)   | -mente (calurosamente)      |
| Infinitivo presente | -ar (irar) | -i (iri)     | -ar -er -ir (andar)         |
| Presente            | -as (iras) | -as (iras)   | voy, vas, va...             |
| Pasado              | -is (iris) | -is (iris)   | iba, ibas... fui, fuiste... |
| Futuro              | -os (iros) | -os (iros)   | iré, irás, irá..            |
| Imperativo          | -ez (irez) | -u (iru)     | ¡ve!, ¡id!                  |
| Condicional         | -us (irus) | -us (irus)   | iría, irías...              |

Son las mismas terminaciones que las del esperanto excepto para -i, -ir / -ar / -or y -ez. El esperanto marca los sustantivos plurales mediante el sufijo aglutinante -j (así los sustantivos plurales terminan en -oj), usa -i para los verbos en infinitivo (en el esperanto los infinitivos no tienen tiempo), y usa -u para el imperativo.

## La sintaxis
Las frases en ido siguen el orden SVO (Sujeto-Verbo-Objeto), como en el español: Me havas blua libro (Yo tengo un libro azul), La hundo dormas apud la pordo (El perro duerme junto a la puerta).
Al igual que en español, el adjetivo puede colocarse antes o después del sustantivo que modifica: nuova libro (nuevo libro) o libro nuova (libro nuevo). 
El ido usa la terminación del acusativo -n (facultativo) cuando el objeto de la frase no es claro, o para alterar el orden de las palabras a placer. La blua libron me havas significa Me havas la blua libro (Tengo un libro azul).
La negación se forma añadiendo el adverbio ne delante del verbo: Me ne havas libro significa Yo no tengo un libro. Yo no andaré y Yo no anduve serían, respectivamente, Me ne iros y Me ne iris. Esta partícula puede contraerse: Tun me amas.
Las frases interrogativas sufren una inversión, como sucede en muchas lenguas: Ka tu amas me?. El signo de interrogación es único, como en la mayoría de lenguas, no existe el signo ¿.
Para realizar una pregunta absoluta (cuya respuesta va a ser sí/no) debe usarse la partícula ka que se coloca al inicio de la frase. Ka me havas libro? (¿Tengo un libro?). En castellano podría traducirse como ¿Acaso...? pero es más similar a la partícula árabe هَل /hál/. 
Ka también se puede colocar frente a un nombre, en ausencia de un verbo, para realizar una pregunta sencilla con diversas posibilidades de interpretación. Ka Marcos? puede significar ¿Eres Marcos?, ¿Es Marcos? o ¿Conoces a Marcos? en base al contexto.

## El verbo

### Formas impersonales
| Forma gramatical           | Ido               | Español                  |
| -------------------------- | ----------------- | ------------------------ |
| Infinitivo presente        | -ar (irar)        | -ar -er -ir (andar)      |
| Infinitivo pasado          | -ir (irir)        | N/A (~ haber andado)     |
| Infinitivo futuro          | -or (iror)        | N/A (~ ir a andar)       |
| Participio activo presente | -a.nta (fluganta) | -nte (volante) (¹)       |
| Participio activo pasado   | -i.nta (fluginta) | N/A (~ que volaba) (¹)   |
| Participio activo futuro   | -o.nta (flugonta) | N/A (~ que volará) (¹)   |
| Participio pasivo presente | -a.ta (skribata)  | -ado -ido (escrito)      |
| Participio pasivo pasado   | -i.ta (skribita)  | N/A (~ que fue escrito)  |
| Participio pasivo futuro   | -o.ta (skribota)  | N/A (~ que será escrito) |

(¹) Se denomina participio activo al derivado verbal que en español acaba en -nte y denota capacidad de realizar la acción que expresa el verbo del que deriva. Muchos proceden de participios de presente latinos y hoy se integran, en su mayor parte, en la clase de los adjetivos.

### Formas personales simples
| Forma gramatical           | Ido              | Español                        |
| -------------------------- | ---------------- | ------------------------------ |
| Presente                   | -a.s (iras)      | voy, vas, va...                |
| Pretérito imperfecto       | -ab.a.s (irabas) | iba, ibas... (²)               |
| Pretérito perfecto simple  | -i.s (iris)      | fui, fuiste...                 |
| Pretérito pluscuamperfecto | -ab.i.s (irabis) | había ido, habías ido... (²)   |
| Futuro                     | -o.s (iros)      | iré, irás, irá...              |
| Futuro perfecto            | -ab.o.s (irabos) | habré ido, habrás ido... (²)   |
| Condicional                | -u.s (irus)      | iría, irías...                 |
| Condicional compuesto      | -ab.u.s (irabus) | habría ido, habrías ido... (²) |
| Imperativo                 | -ez (irez)       | ¡ve!, ¡id!                     |
| Imperativo anterior        | -ab.ez (irabez)  | ~ ¡haber ido! (²)              |

(²) Cabe observar que el tiempo secundario se marca con el afijo —ab—. Con ello denotamos el tiempo anterior de los verbos. Es el presente de una época pasada, es decir, expresa que la acción se realizaba en un presente anterior.

### Formas personales compuestas
| Forma gramatical           | Ido               | Español           |
| -------------------------- | ----------------- | ----------------- |
| Presente perfecto          | me esas vidinta   | he visto          |
| Pretérito pluscuamperfecto | me esis skribinta | había escrito...  |
| Futuro perfecto            | me esos vendinta  | habré vendido...  |
| Condicional compuesto      | me esus pensinta  | habría pensado... |
| Imperativo pasado          | esez aminta       | ~¡haber amado!    |

Como puede verse, todas las formas verbales compuestas se pueden escribir de más de una manera:
- me esas vidinta = me vidabas
- me esis skribinta = me skribabis
- me esos vendinta = me vendabos

### La voz pasiva
La voz pasiva se forma añadiendo la partícula aglutinante -es- en el cuerpo central del verbo conjugado:
Me vid.a.s amiko → Amiko vid.es.a.s da me. (Veo a un amigo → Un amigo es visto por mí).
| Forma gramatical          | Ido               | Español              |
| ------------------------- | ----------------- | -------------------- |
| Presente pasivo           | me videsas        | soy visto/a          |
| Pretérito perfecto pasivo | me trovesis       | fui encontrado/a     |
| Futuro pasivo             | me amesos         | seré amado/a         |
| Condicional pasivo        | la libro lektesus | el libro sería leído |

Existe otra forma de generar el pasivo: mediante el verbo ser y el participio, como sucede en el español:
| Forma gramatical          | Ido             | Español            |
| ------------------------- | --------------- | ------------------ |
| Presente pasivo           | me esas amata   | soy amado/a        |
| Pretérito perfecto pasivo | me esis trovita | fui encontrado/a   |
| Futuro pasivo             | me esos amata   | seré amado/a       |
| Condicional pasivo        | me esus amata   | (yo) sería amado/a |

## El artículo
El artículo indeterminado, un, uno, una, no tiene equivalente en ido. Su ausencia indica habitualmente que el sustantivo al cual debería referirse es indefinido.
En contraste, el artículo determinado es la, y es invariable en género y número (como el inglés the).
Existe un artículo (le) que sirve para denotar el plural de palabras que no tienen plural por sí mismas, como los adjetivos o los números (ver apartado referente a los adjetivos):
1. Le blanca = Los blancos
2. Le 8 = 8, 8, 8, 8...

## Las preposiciones
A diferencia de las otras categorías gramaticales, las preposiciones (y alguna otra palabra de uso común) no acaban con una terminación preestablecida. He aquí el listado completo (los enlaces dirigen hacia su definición y/o traducción al español en el wikcionario en ido):
- De uso más común:
  - a: a, hacia (dirección)
  - de: de (procedencia)
  - di: de (posesión)
  - en: en
  - inter: entre
  - kun: con (en compañía de)
  - per: con (por medio de)
  - por: para
  - pro: por (a causa de)
  - sub: debajo de
  - sur: sobre
- El resto de preposiciones:

alonge || an || ante || apud || avan || che || cirkum || cis || da || dop || dum || ek || exter || for || kontre || koram || lor || malgre || po || pos || preter || pri || proxim || segun || sen || super || til || tra || trans || ultre || vice || ye

## Los pronombres
Los pronombres fueron revisados para hacerlos acústicamente más distintos de lo que lo son en Esperanto, los cuales todos acaban en i. Especialmente los pronombres personales singular y plural de la 1.ª persona mi y ni podía ser confundidos al hablar así que en Ido son me y ni. En Ido además se distingue entre el informal (tu), y el formal (vu) dentro de los pronombres de la 2ª persona del singular. La 2ª persona del plural (vi) no tiene forma informal. Aparte, el Ido tiene un pronombre de la 3ª persona para todos los géneros (lu, que puede significar él, ella, o ello, dependiendo del contexto), además de sus pronombres masculino, femenino y neutro de la 3ª persona.
|           | singular | singular | singular | singular | singular | singular  | singular     | plural   | plural        | plural  | plural  | plural    | plural      | indefinido |
| primera   | segunda  | segunda  | tercera  | tercera  | tercera  | tercera   | primera      | segunda  | tercera       | tercera | tercera | tercera   |             | indefinido |
| primera   | familiar | formal   | masc.    | fem.     | neut.    | pangénero | primera      | segunda  | masc.         | fem.    | neut.   | pangénero |             | indefinido |
| --------- | -------- | -------- | -------- | -------- | -------- | --------- | ------------ | -------- | ------------- | ------- | ------- | --------- | ----------- | ---------- |
| Español   | yo       | tú       | Ud.      | él       | ella     | ello      | él/ella/ello | nosotros | vosotros/Uds. | ellos   | ellas   | ellos     | ellos/ellas | uno        |
| Esperanto | mi       | ci/vi    | vi       | li       | ŝi       | ĝi        | ĝi¹          | ni       | vi            | —       | —       | —         | ili         | oni        |
| Ido       | me       | tu       | vu       | il(u)    | el(u)    | ol(u)     | lu           | ni       | vi            | ili     | eli     | oli       | li          | on(u)      |

¹ tiu, a pesar de no ser un pronombre, se usa frecuentemente en esta circunstancia.

### Los pronombres posesivos
Los pronombres personales pasan a ser posesivos mediante la desinencia -a.
- Singular: mea, tua, vua, (i)lua / (e)lua / (o)lua
- Plural: nia, via, lia

### Los pronombres demostrativos
- Singular: (i)ca (esto/a), (i)ta (aquello/a)
- Plural: (i)ci (estos/as), (i)ti (aquellos/as)

### Pronombres demostrativos + personales
- ilu + ca : ilca (ése)
- elu + ca : elca (ésa)
- olu + ca : olca (eso)
- ilu + ta : ilta (aquello que, el que)
- elu + ta : elta (aquella que, la que)
- olu + ta : olta (lo que)

### Pronombres y adjetivos interrogativos y relativos
Los pronombres y los adjetivos interrogativos y relativos son:
- qua para el singular
- qui para el plural
- quo para objetos y palabras indeterminadas

Los adjetivos interrogativos siguen la regla general de los adjetivos, es decir, invariables en género y número:
- qua homo venis? (¿quién vino? "¿qué hombre vino?") | qua homi venis? (¿quiénes vinieron?)

Lo mismo puede aplicarse a los pronombres, que permanecen invariables, si se usan como sujeto: 
- qua venis? (¿quién vino?)

Si colocamos una -n final pasa a ser el complemento directo: 
- quan vu vidis? (¿a quién viste?)
- qua: ilta qua volas (aquello que quieres) | qua volas? (¿qué quieres?)
- qui: la homi qui venis (los hombres que vinieron) | qui venis? (¿quién vino?)

### Pronombres y adjetivos indefinidos
ula, nula, irga, altra, kelka, singla, omna, multa, poka, plura, tanta, quanta, cetera, ipsa

## Los adjetivos
Los adjetivos cualificativos terminan siempre en -a y no varían nunca en género o número. No obstante, a veces esta -a final puede elidirse para hacer el discurso menos monótono o más fluido. En vez de decir: la alerta e joyoza infanti, es mejor decir: l'alert e joyoz infanti.

Cuando el adjetivo funciona como sustantivo tácito (el adjetivo hace de pronombre como en la frase los azules son muy buenos) el plural se indica añadiendo el artículo le (le blua esas tre bona).
|              | Comparativo | Comparativo  | Comparativo   | Superlativo     | Superlativo     | Superlativo          |
| superioridad | igualdad    | inferioridad | relativo      | relativo        | absoluto        |                      |
| Español      | más ... que | tan ... como | menos ... que | el más ... de   | el menos ... de | muy, -ísimo, -érrimo |
| Ido          | plu ... kam | tam ... kam  | min ... kam   | maxim ... de/ek | minim ... de/ek | tre ...              |

- granda → plu granda → maxim granda
- minim granda ← min granda ← granda
- rapide → plu rapide → maxim rapide

### Colores
Los colores son adjetivos, por lo tanto terminan todos en a:
| Español | blanco | azul | marrón | amarillo | gris  | negro | púrpura | naranja | rojo | rosa  | verde | violeta |
| Ido     | blanca | blua | bruna  | flava    | griza | nigra | púrpura | oranjea | reda | rozea | verda | violea  |
| Muestra |        |      |        |          |       |       |         |         |      |       |       |         |

## Afijos
A pesar de que el número de afijos es demasiado grande para ser incluido por entero en este artículo, he aquí algunos ejemplos con una somera explicación cuando su comprensión no es evidente (los enlaces dirigen a sus definiciones en el wikcionario en ido):

### Sufijos
A modo de demostración de cómo se pueden formar palabras en ido (incluso palabras que puede que no tengan traducción literal en otros idiomas), se muestran a continuación algunos ejemplos. Tomando los primeros sufijos por orden alfabético pueden formarse estas palabras derivadas:
- ach: Es el sufijo peyorativo: hundo (perro) → hundacho (chucho, perrucho), libro → libracho (librejo)
- ad: Es un sufijo que expresa frecuencia, duración de la acción: danso (danza) → dansado (el baile, como acción)
- ag: -ag- es la contracción del verbo agar (obrar) y denota el uso del objeto presente en la raíz: martelo (martillo) → martelagar (amartillar)
- aj: Sufijo que significa "cosa hecha de...": bela (bonito/a) → belajo (cosa bonita, "cosa hecha de belleza")
- al: Relativo a, perteneciente a: naturo (naturaleza) → naturala (natural)

Los sufijos pueden aglutinarse y colocarse dos o más según como sea necesario, siempre que la palabra, al irse prolongando, conserve una coherencia gramatical.
A continuación, se muestra el resto de la lista de los sufijos más comunes, con sus respectivos enlaces al Wiktionario en Ido para conocer su significado:
an || ar || ari || atr || e || ebl || ed || eg || em || end || er || eri ||es || esk || esm || estr || et || ey || i || id || ier || if || ig || il || im || in || ism || ist || iv || iz || op || opl || oz || ul || ur || uy || yun

### Prefijos
Los prefijos, como es natural, funcionan de forma muy parecida a los sufijos, aunque normalmente sólo se podrá usar un prefijo por palabra. Veamos algunos ejemplos:
- bo: Prefijo que denota parentesco por matrimonio, familia política: patro (padre) → bopatro (suegro)
- des: Denota lo contrario de la palabra raíz: facila (fácil) → desfacila (difícil)

A continuación, se expone otros prefijos de uso común:
dis || ex || ge || mi || mis || ne || par || para || pre || pseudo || retro || ri || sen || stif || vice

## Comparaciones gramaticales con el esperanto
El ido hereda muchas de las características gramaticales del esperanto, y en muchos casos el vocabulario es similar. Ambas lenguas comparten las metas de la simplicidad y de la consistencia gramaticales, la facilidad de ser aprendidas, y el uso de palabras raíz de varios idiomas europeos. Los dos idiomas, en gran parte, son mutuamente inteligibles. Sin embargo, fueron introducidos ciertos cambios para tratar algunas de las preocupaciones que se habían presentado sobre el esperanto. 
El Ido generalmente no impone reglas gramaticales de concordancia entre palabras con categoría gramatical distinta dentro de una oración, ya que esto complica su construcción y resulta redundante. Por ejemplo, en esperanto, el verbo en una oración es invariable sin importar el número y la persona del tema. Pero este principio no fue ampliado en esperanto a los adjetivos y a los sustantivos; consecuentemente, en esperanto, un adjetivo debe convenir en número y caso con el sustantivo que modifica. No hay tal requisito en inglés, por ejemplo, (black bull → black bulls). Pero incluso en inglés existen casos en los que el sujeto implica variación en el verbo, y el ido elimina también esta característica de su gramática.
El esperanto requiere el uso de la terminación -n para el uso del caso acusativo. El ido permite el uso de esta característica en las situaciones ambiguas donde el objeto de una oración no sigue el tema, pero en el resto de las situaciones el caso del acusativo fue eliminado como redundante.
El ido al igual que el esperanto impone reglas constantes ante el uso de sufijos para transformar una palabra en otra de la misma familia, reduciendo la cantidad necesaria de vocabulario a memorizar y aumentando notablemente la reconocibilidad relativa de las diversas partes del discurso.
El ido, a diferencia del esperanto, no asume el sexo masculino por defecto para palabras de la misma familia y no deriva, por ejemplo, la palabra para "hermana" agregando un sufijo femenino a la palabra para "hermano", como lo hace el esperanto estándar. En lugar de ello, algunas palabras-raíz se definen como de género neutro, y dos sufijos distintos derivan las palabras específicas masculinas y femeninas (frato (hermano, neutro) → fratulo (hermano), fratino (hermana)). En otros casos, el ido tiene dos o tres palabras-raíz donde el esperanto tiene sólo una (genitoro (progenitor), patro (padre), matro (madre)).